# 김민준 (1996년)
김민준(한국 한자: 金旼俊, 1996년 1월 12일 ~ )은 대한민국의 축구 선수이다.

## 클럽 경력
2017시즌을 앞두고 FC 서울에 입단하였으나 경남 FC로 임대 이적했다. 2017시즌 여름 이적시장을 통해 서울로 복귀했으며 이후 서울에서도 퇴단했다.